# تپه قاسم درق
تپه قاسم درق مربوط به دوره اشکانیان - دوره ساسانیان است و در شهرستان میانه، بخش مرکزی، دهستان اوچ تپه شرقی، ۱ کیلومتری غرب روستای قاسم درق واقع شده و این اثر در تاریخ ۲۷ آبان ۱۳۸۶ با شمارهٔ ثبت ۲۰۲۱۰ به‌عنوان یکی از آثار ملی ایران به ثبت رسیده است.